# Cardielos e Serreleis
Cardielos e Serreleis (oficialmente: União das freguesias de Cardielos e Serreleis) é uma freguesia portuguesa do município de Viana do Castelo com 7,01 km² de área e 2150 habitantes (censo de 2021). A sua densidade populacional é 306,7 hab./km².

## História
Foi constituída em 2013, no âmbito de uma reforma administrativa nacional, pela agregação das antigas freguesias de Cardielos e Serreleis com sede em Cardielos.

## Demografia
A população registada nos censos foi:
| Distribuição da População por Grupos Etários | Distribuição da População por Grupos Etários | Distribuição da População por Grupos Etários | Distribuição da População por Grupos Etários | Distribuição da População por Grupos Etários | Distribuição da População por Grupos Etários |
| -------------------------------------------- | -------------------------------------------- | -------------------------------------------- | -------------------------------------------- | -------------------------------------------- | -------------------------------------------- |
| Antes da agregação                           |                                              |                                              |                                              |                                              |                                              |
| Ano                                          | 0-14 anos                                    | 15-24 anos                                   | 25-64 anos                                   | >= 65 anos                                   | Total                                        |
| 2001                                         | 369                                          | 365                                          | 1200                                         | 386                                          | 2320                                         |
| 2011                                         | 323                                          | 248                                          | 1247                                         | 494                                          | 2312                                         |
| Após a agregação                             |                                              |                                              |                                              |                                              |                                              |
| Ano                                          | 0-14 anos                                    | 15-24 anos                                   | 25-64 anos                                   | >= 65 anos                                   | Total                                        |
| 2021                                         | 235                                          | 231                                          | 1147                                         | 537                                          | 2150                                         |